# Montanelia
Montanelia Divakar, A. Crespo, Wedin & Essl. – rodzaj grzybów z rodziny tarczownicowatych (Parmeliaceae). Ze względu na współżycie z glonami zaliczany jest do grupy porostów. W Polsce występuje jeden gatunek.

## Systematyka i nazewnictwo
Pozycja w klasyfikacji według Index Fungorum: Parmeliaceae, Lecanorales, Lecanoromycetidae, Lecanoromycetes, Pezizomycotina, Ascomycota, Fungi.
Jest to nowy, niedawno utworzony rodzaj. Jak dotąd nie posiada polskiej nazwy. Jedyny występujący w Polsce gatunek zaliczany był wcześniej do rodzaju Melanelia (przylepka) lub Parmelia (taczownica).

## Gatunki
- Montanelia disjuncta[3] (Erichsen) Divakar, A. Crespo, Wedin & Essl. 2012
- Montanelia panniformis (Nyl.) Divakar, A. Crespo, Wedin & Essl. 2012
- Montanelia predisjuncta[3] (Essl.) Divakar, A. Crespo, Wedin & Essl. 2012
- Montanelia sorediata (Ach.) Divakar, A. Crespo, Wedin & Essl. 2012 –  tzw. przylepka sorediowa, tarczownica sorediowa
- Montanelia tominii (Oxner) Divakar, A. Crespo, Wedin & Essl. 2012

Nazwy naukowe na podstawie Index Fungorum. Nazwy polskie według W. Fałtynowicza.